# Top 538
De Top 538 is de naam van verschillende hitlijsten op het Nederlandse commerciële station Radio 538.

## Trending Tracks
De eerste versie werd vanaf het begin van het radiostation in 1993 tot juni 2004 uitgezonden. Dit was dagelijks, vrijdagen en zaterdagen uitgezonderd, van 17.38 uur (oftewel 5 uur 38) tot 18.00 uur. De hitlijst bestond uit vijf hits die door luisteraars waren uitgekozen door middel van stemmen en aanvragen.
Door de jaren heen maakte de lijst deel uit van verschillende programma's, waaronder Van Diepen draait door, Martijn Kolkman en Rinkeldekinkel. Dit laatste ging in tegenstelling tot eerdere programma's nog een uur door na afloop van de Top 538. Met de terugkeer van Ruud de Wild naar het radiostation in 2004 kwam er een eind aan deze dagelijkse hitlijst.
In de eerste editie van de lijst werd de nummer-1-positie ingenomen door Out of Space van The Prodigy. In de laatste stond Trick me van Kelis op één.
In 2015 kwam de lijst in een andere versie terug van maandag tot en met donderdag in het programma Trending Tracks na 19.00 uur. Het programma begon met een top drie van hits die op de dag zelf bijvoorbeeld het meest werden aangevraagd, of trending waren op social media. Van 2019 tot en met 2021 werd de Mobiel.nl Dag Top 5 uitgezonden door Barend van Deelen. Deze lijst bestond uit vijf hits die op die dag een opvallende verschuiving maken in de 538 Top 50.

## De grootste 538-hits
Van 1993 tot en met 1995 werd er op Hemelvaartsdag de Hemelse 100 uitgezonden. Van 1995 tot en met 2004, met uitzondering van 1999, werd tijdens kerst de Eeuwige 100 uitgezonden. Deze lijsten werden samengesteld op basis van stemmen van luisteraars. Eind 1999 werd de Eeuwige 100, ter gelegenheid van de millenniumwisseling, uitgebreid naar 2000 platen: de Millennium 2000. Er was enige kritiek op de lijst, omdat er veel recente hits in stonden. Dit kwam mede doordat de Millennium 2000 deels op basis van de Allertijden-lijst van de Nederlandse Top 40 was samengesteld. Door de jaren heen heeft Radio 538 verschillende lijsten met 538-hits uitgezonden. Al deze lijsten zijn gebaseerd op stemmen van luisteraars op een voorselectie aan hits.

### Top 538 2006
Radio 2 startte in 1999, tegelijk met de Millennium 2000, een eigen Top 2000. Deze lijst werd bepaald door de Radio 2-luisteraar die op een voorselectie aan hits kon stemmen. Omdat die voorselectie vooral bestond uit muziek tussen de jaren 60 tot en met 80, bevatte de Radio 2 Top 2000 weinig recenter materiaal. De lijst werd door meer dan 4 miljoen mensen beluisterd en werd een vaste waarde in de jaarprogrammering. De populariteit van de lijst van Radio 2 nam nog meer toe en dat zorgde ervoor dat onder andere Radio 538 aan het eind van het jaar standaard veel luisteraars verloor. Om hier wat tegengewicht tegen te bieden werd door de zender in december 2006, anderhalf jaar na de laatste oorspronkelijke Top 538, de Eeuwige 100 nogmaals uitgebreid, maar dit keer naar een Top 538. Van 26 tot en met 30 december werd er afgeteld van 538 naar 1. De top 3 van deze versie zag er als volgt uit:
- 1. Tiësto - Traffic
- 2. Robbie Williams - Angels
- 3. Safri Duo - Played-A-Live (The Bongo Song)

### Top 538 2012
Ter gelegenheid van het twintigjarig bestaan van Radio 538 kwam er een nieuwe Top 538. Er werd afgeteld op 27 december tussen 10.00 en 24.00 uur, op 28 december tussen 10.00 en 21.00 uur, op 29 december tussen 10.00 en 20.00 uur en op 30 december tussen 10.00 en 18.00. De overige uren werden volgens de normale programmering gedraaid. De top 3 van deze versie zag er als volgt uit:
- 1. The Black Eyed Peas - I Gotta Feeling
- 2. Coldplay - Viva la Vida
- 3. Guns N' Roses - November Rain

### Top 100 2017
Omdat Radio 538 op 11 december 2017 precies 25 jaar bestond, werd er op 10 december tussen 16.00 en 24.00 uur een top 100 uitgezonden van de grootste 538-hits uit de geschiedenis van de zender. De top 3 van deze versie zag er als volgt uit:
- 1. Avicii - Levels
- 2. Rihanna & Jay-Z - Umbrella
- 3. The Black Eyed Peas - I Gotta Feeling

### Top 538 2020
In april 2020 kwam er weer een nieuwe Top 538. Deze lijst was ter vervanging van de 90s Top 538. Er werd afgeteld van 20 tot en met 23 april tussen 7.00 en 18.00 uur. Na 19.00 uur ging de lijst in herhaling: er werd opnieuw afgeteld vanaf waar de lijst op die dag om 7.00 uur begon. De top 3 van deze versie zag er als volgt uit:
- 1. Eminem - Lose Yourself
- 2. Avicii - Wake Me Up
- 3. Davina Michelle & Snelle - 17 Miljoen Mensen

### 538 Top 1000 2022
Vanwege het dertigjarig bestaan van Radio 538 werd van 26 t/m 30 september 2022 de 538 Top 1000 uitgezonden. Er werd afgeteld van 26 t/m 29 september tussen 6:00 en 24:00 uur en op 30 september tussen 6:00 en 18:00 uur. De top 3 van deze versie zag er als volgt uit:
- 1. Eminem - Lose Yourself
- 2. Avicii - Levels
- 3. Harry Styles - As It Was

### 538 Top 1000 2023
De 538 Top 1000 in 2023 verschilde van andere edities van de grootste 538-hits, want in deze lijst kon er ook gestemd worden op hits van voor 1992. Er werd afgeteld van 30 oktober t/m 10 november doordeweeks tussen 9:00 en 18:00 uur. De top 3 van deze versie zag er als volgt uit:
- 1. Avicii - Wake Me Up
- 2. Eminem - Lose Yourself
- 3. Queen - Bohemian Rhapsody

## Top 538-lijsten met andere thema's
Vanaf 2019 worden er ook Top 538-lijsten met andere thema's uitgezonden. Ook deze lijsten zijn samengesteld op basis van stemmen op een voorselectie, meestal met ruimte voor één vrije keuze:
- 90s Top 538 voor hits uit de periode 1990-1999.
- 00s Top 538 voor hits uit de periode 2000-2009.
- 10s Top 538 voor hits uit de periode 2010-2019.
- Die Verrückte Top 538 voor hits die weinig of nooit op de radio worden gedraaid.
- Missie Top 538 voor hits die het meest zijn aangevraagd tijdens Missie 538.
- Work It Top 538 voor hits om de werkuren door te komen.
- Zomer Top 538 voor zomerhits.